# Дідове (заповідне урочище)
Ді́дове — лісове заповідне урочище в Україні. Розташоване в межах Новобасанської сільської громади Ніжинського району Чернігівської області, на південь від села Піски і на схід від села Рокитне.
Площа 57 га. Статус присвоєно згідно з рішенням Чернігівського облвиконкому від 27.04.1964 року № 236; від 10.06.1972 року № 303; від 27.12.1984 року № 454; від 28.08.1989 року № 164. Перебуває у віданні ДП «Ніжинське лісове господарство» (Новоселицьке л-во, кв.  99).
Статус присвоєно для збереження частини лісового масиву віком 30-60 р., місцями до 150 р. з переважно сосновими насадженнями. У домішку — береза, дуб.
В трав'яному покриві зростають яглиця звичайна, зірочник ланцетолистий, копитняк європейський, куцоніжка лісова, розхідник шорсткий, медунка темна, просянка розлога та низка видів лікарських рослин.

## Галерея

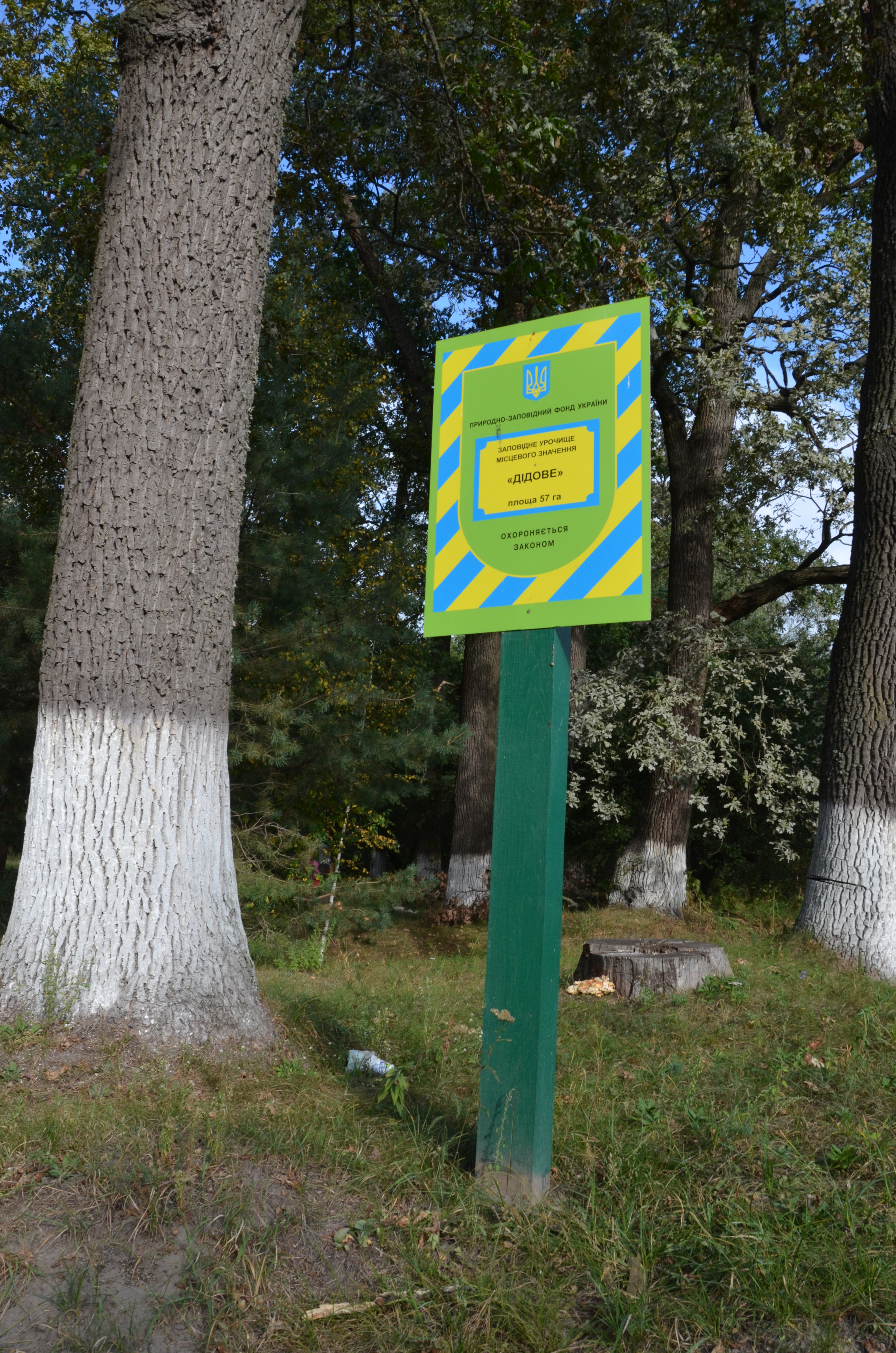
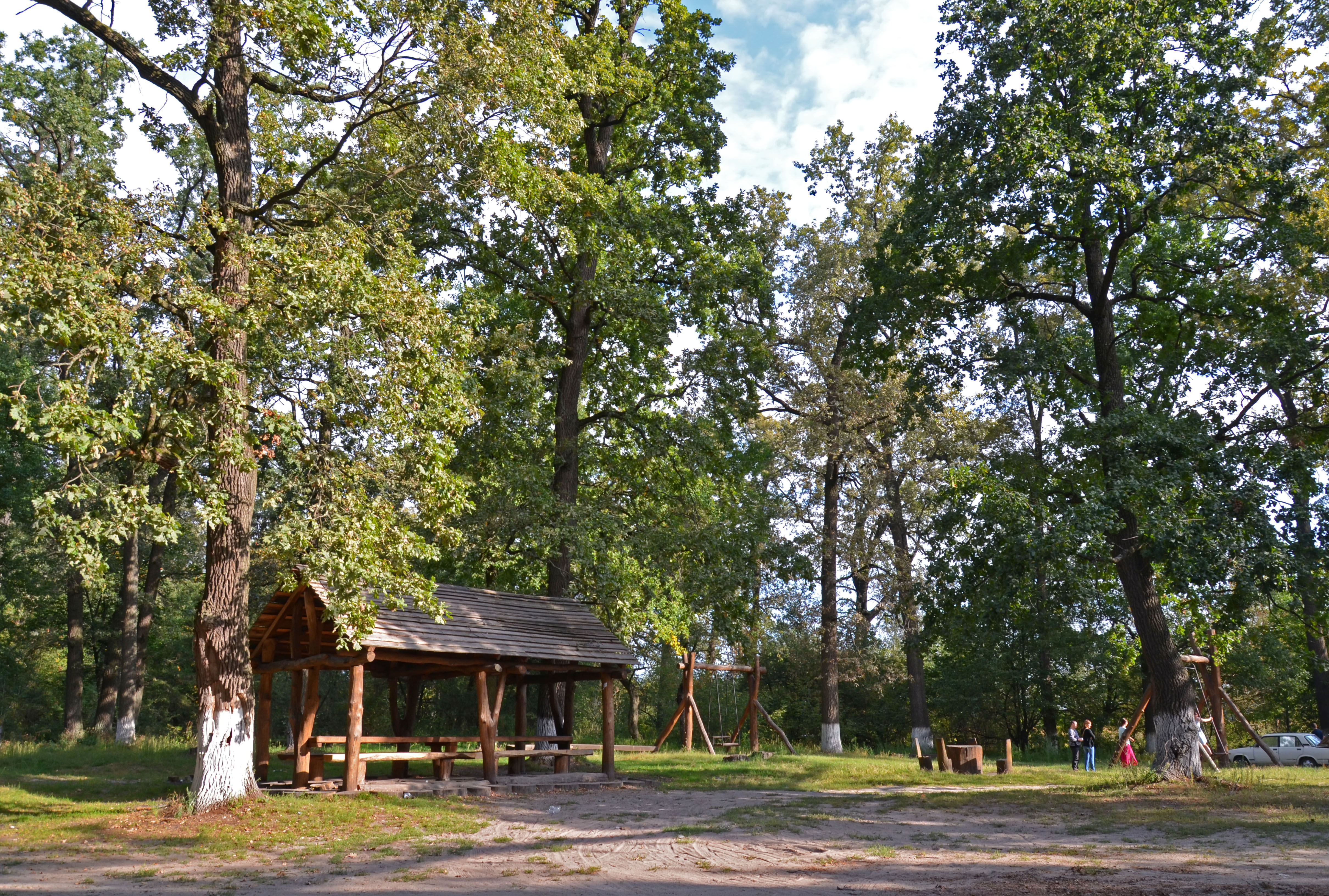
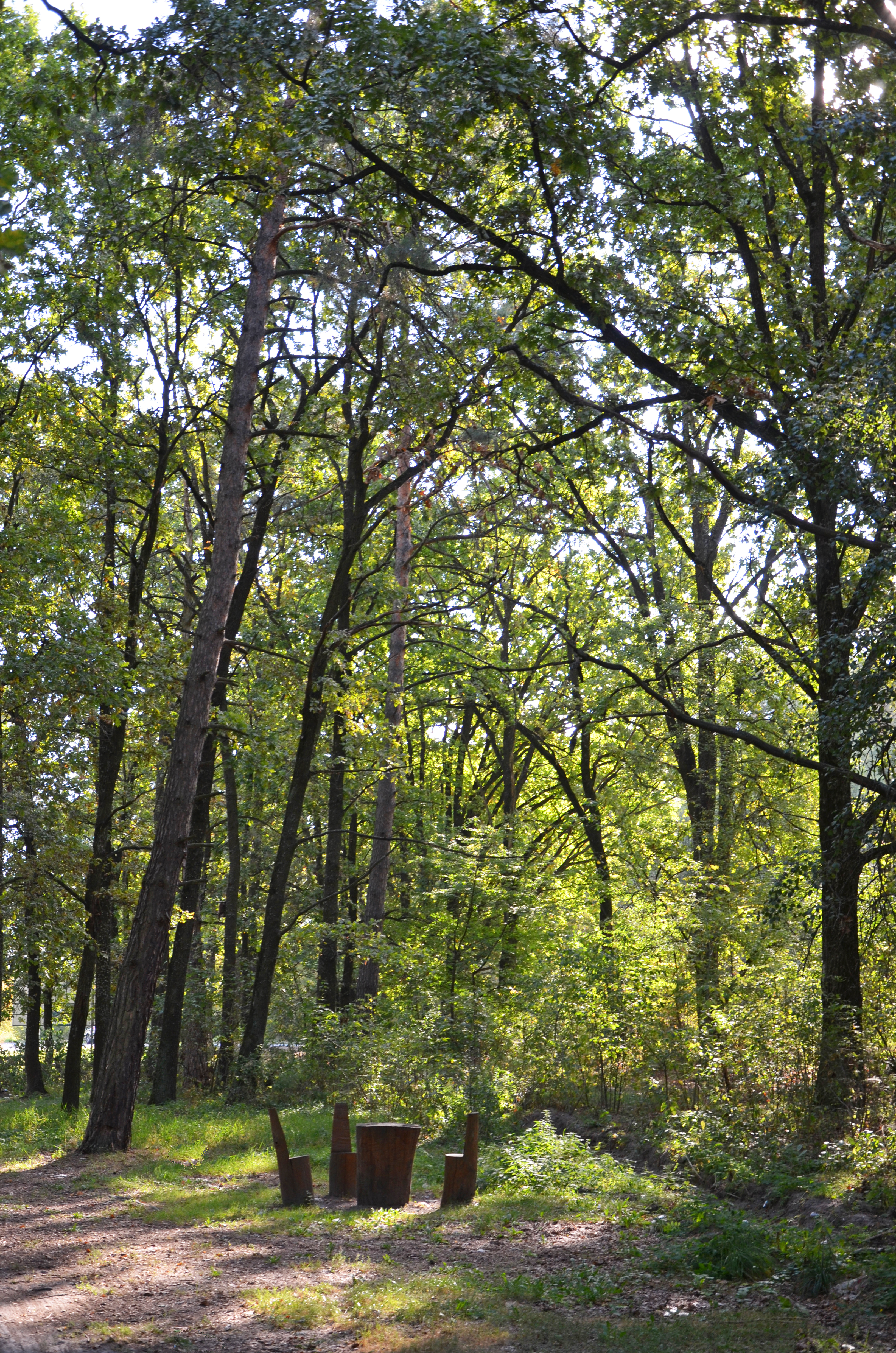